# باربارا پیر
باربارا پیر (انگلیسی: Barbara Pierre؛ زادهٔ ۲۸ آوریل ۱۹۸۶[nb]) دونده سرعت زن اهل ایالات متحده آمریکا است.